# ジェームズ・マクティーグ
ジェームズ・マクティーグ（James McTeigue, 1967年12月29日 - ）は、オーストラリア出身の映画監督である。

## 人物
『ノー・エスケイプ』（1994年）、『マトリックス』三部作（1999年 - 2003年）、『スター・ウォーズ エピソード2/クローンの攻撃』（2002年）などでアシスタントディレクターとしてキャリアを積んだ後、2006年に『Vフォー・ヴェンデッタ』で監督デビューを果たした。

## 生い立ち
シドニーで育った。

## キャリア
1980年代後半より美術スタッフとして映画界で活動を始める。1990年代に入るとアシスタントディレクターとしてクレジットされるようになり、ウォシャウスキー兄弟の『マトリックス』三部作（1999年 - 2003年）、ジョージ・ルーカスの『スター・ウォーズ エピソード2/クローンの攻撃』（2002年）などの大作にも参加した。
2006年、ウォシャウスキー兄弟脚本・製作の『Vフォー・ヴェンデッタ』で監督デビューした。
2009年、再びウォシャウスキー兄弟が製作した『ニンジャ・アサシン』で2本目の監督を務めた。

## フィルモグラフィ
- Vフォー・ヴェンデッタ V for Vendetta (2006) 監督
- ニンジャ・アサシン Ninja Assassin (2009) 監督
- 推理作家ポー 最期の5日間 The Raven (2012) 監督
- サバイバー Survivor (2015) 監督
- ブレイキング・イン Breaking In (2018) 監督
- メシア Messiah (2020) テレビシリーズ、6エピソード監督、兼製作総指揮

## 関連文献
- Interview with McTeigue and Joel Silver